# رفقای بانشاط
رفقای بانشاط (روسی: Весёлые ребята؛ انگلیسی: Jolly Fellows) یک فیلم موزیکال و کمدی به کارگردانی گریگوری الکساندرف است که در سال ۱۹۳۴ منتشر شد. از بازیگران آن می‌توان به لیوبف آرلووا و لئونید اوتیسف اشاره کرد.